# Старое Село (Пермский край)
Старое Село — деревня в Кунгурском районе Пермского края в составе Кыласовского сельского поселения.

## География
Находится в северной части Кунгурского района на левом берегу реки Бабка, на противоположной стороне от села Кыласово.

## Климат
Климат умеренно-континентальный с продолжительной снежной зимой и коротким, умеренно-тёплым летом. Средняя температура июля составляет +17,8 °С, января −15,6 °С. Среднегодовая температура воздуха составляет +1,3 °С. Средняя продолжительность периода с отрицательными температурами составляет 168 дней и продолжительность безморозного периода 113 дней. Среднее годовое количество осадков составляет 539 мм.

## История
Деревня известна с 1623 года как «починок на реке Бабке». В 1652 году упоминается как деревня Крыласово, позже, в XVIII веке, как Кыласово . В 1779 село Кыласово переведено на правый берег Бабки после постройки Никольской церкви. Оставшееся поселение было названо Старым Селом.  

## Население
Постоянное население составляло 76 человек в 2002 году (100% русские), 43 человека в 2010 году.